# Энгель, Юстин
Юстин Энгель (нем. Justin Engel; род. 1 октября 2007, Нюрнберг, Бавария) — немецкий профессиональный теннисист.

## Биография
В мае 2023 года, в возрасте 16 лет, Энгель, после победы на турнире ITF World Tennis Tour в Филлахе, Австрия, стал самым молодым с 2003 года немецким теннисистом-мужчиной, выигравшим профессиональный титул.
В июле 2024 года Энгель дебютировал в основной сетке турнира серии «Челленджер» на турнире Tennis Open в Карлсруэ, получив специальное приглашение. В первом раунде он победил 138-ю ракетку мира и пятикратного чемпиона турниров Большого шлема в парном разряде Пьера-Юга Эрбера и одержал свою первую победу в основной сетке турнира серии «Челленджер».
В октябре 2024 года, в возрасте 17 лет, Энгель дебютировал в основной сетке турнира ATP на турнире в Алмате после получения специального приглашения в основную сетку. Победил Коулмана Вонга в двух сетах, одержав свою первую победу в основной сетке турнира ATP, став самым молодым игроком, сделавшим это после Карлоса Алькараса и первым игроком, родившимся в 2007 году, выигравшим матч ATP.
В апреле 2025 года, в паре с Максом-Хансом Ребергом, прошёл из квалификации в четвертьфинал основы в Мюнхене, пройдя в сетке бывших лидеров рейтинга и будущих чемпионов Открытого чемпионата Франции того года: Марселя Гранольерса и Орасио Себальоса. В мае, на турнире в Гамбурге, где он попал в основную сетку по специальному приглашению, Энгель победил соотечественника Яна-Леннарда Штруффа и одержал свою вторую победу на турнирах ATP.
В июне успешно подучил приглашение в основную сетку турнира в Штугарте. Выиграл два матча у Джеймса Дакворта и Алекса Микельсена, только в четвертьфинале уступил Феликсу Оже-Альяссиму. Стал самым молодым четвертьфиналистом в истории турнира и самым молодым игроком на травяном турнире со времен Бориса Беккера после Уимблдоне в 1985 году.

## Рейтинг на конец года
| Год  | Одиночный рейтинг | Парный рейтинг |
| 2024 | 396               | 2092           |
| 2023 | 1343              | 1274           |

## Выступления на турнирах

### Финалы челленджеров и фьючерсов в одиночном разряде (5)

#### Победы (5)
| Условные обозначения |
| Челленджеры (0)      |
| Фьючерсы (5)         |

| Титулы по покрытиям | Титулы по месту проведения матчей турнира |
| ------------------- | ----------------------------------------- |
| Хард (0)            | Зал (1)                                   |
| Грунт (4)           | Зал (1)                                   |
| Трава (0)           | Открытый воздух (4)                       |
| Ковёр (1)           | Открытый воздух (4)                       |

| №  | Дата            | Турнир                | Покрытие    | Соперник в финале         | Счёт        |
| 1. | 19 мая 2024     | Филлах, Австрия       | Грунт       | Жером Ким                 | 6-3 3-6 6-3 |
| 2. | 21 июля 2024    | Услар, Германия       | Грунт       | Лаутаро Агустин Фалабелья | 6-2 6-4     |
| 3. | 25 августа 2024 | Трир, Германия        | Грунт       | Милан Вельте              | 6-1 6-4     |
| 4. | 1 сентября 2024 | Кап-д'Агд, Франция    | Грунт       | Люка Буке                 | 2-6 6-2 6-4 |
| 5. | 19 января 2025  | Кадольцбург, Германия | Ковёр (зал) | Хэмиш Стюарт              | 7-6(2) 6-3  |

### Финалы челленджеров и фьючерсов в парном разряде (1)

#### Поражения (1)
| №  | Дата             | Турнир               | Покрытие | Партнёр    | Соперники в финале         | Счёт    |
| 1. | 17 сентября 2023 | Оберхаузен, Германия | Грунт    | Янник Келм | Адриан Оцбах Якоб Шнайттер | 5-7 4-6 |